# 石陂镇
石陂镇，是中华人民共和国福建省南平市浦城县下辖的一个乡镇级行政单位，人口3.5萬人。位於浦城縣西南部，东连水北街镇，南接濠村乡，西南部与建阳市、武夷山市毗邻，北部与临江镇相依。东西宽19.8公里，南北长17.2公里，面积282.44平方公里。

## 簡介
相傳原為一片石灘，居民砌石阻水建房，取名石陂街，鎮因此得名。
南浦溪流经东南部，石陂溪从北至南纵贯，在葛墩注入南浦溪。河谷盆地较大的有8块，共28693亩，其中土段 尾畈5970亩为最大。千米以上山峰5座，最高的八角坑山海拔1172米。
境内已发现商代至战国文化遗址16处。宋代至清代，属靖安、人和、总章、东礼等4里地。民國時期，設石陂鄉。1955年，设石陂镇。1956年6月，改为石陂区。1958年9月，撤销石陂区，成立石陂公社。1984年9月，撤销石陂公社，改设石陂镇。
盛產油茶籽、茶葉、柑橘等。有造纸、木材加工、翻砂、竹木製品、農具等工業。

## 行政区划
石陂镇辖143个自然村，设23个村委会、210个村民小组：
石陂村、申明村、黄墩村、塅尾村、龙根村、赤岭村、布墩村、后塘村、徐墩村、北林村、碓下村、案山下村、梅坑村、旧馆村、歧山前村、葛墩村、南岸村、小串村、渡头村、梨岭村、象口村、佘墩村、村溪村和连墩良种场。

## 交通
- 浦南高速公路
- 205国道